# Manège militaire des Canadian Grenadier Guards
Le manège militaire des Canadian Grenadier Guards (anglais : Canadian Grenadier Guards' Armoury) est un manège militaire situé à Montréal au Canada. Il sert de garnison aux Canadian Grenadier Guards. Il s'agit d'un grand bâtiment en briques de deux étages dont la façade comprend deux petites tours qui ont un dôme en cuivre. Il est situé au 4171, avenue de l'Esplanade.